# Luigi Troiani
Luigi Rosario Troiani (Afragola, 25 febbraio 1964) è un ex rugbista a 15 e dirigente sportivo italiano, per tutta la sua carriera estremo ― e talvolta apertura ― con L’Aquila; con 2 681 punti marcati in serie A è il quarto miglior realizzatore assoluto del campionato italiano di prima divisione; è inoltre, al 2019, il quarto miglior realizzatore internazionale per l’Italia con 294 punti marcati.

## Biografia

Troiani in azione all'Aquila

Nato nell'entroterra napoletano, compì all'Aquila gli studi musicali presso il conservatorio “Alfredo Casella”, dal quale si licenziò con il diploma di clarinetto; nel capoluogo abruzzese intraprese anche l'attività rugbistica, che portò avanti in parallelo alla professione di insegnante di musica e di concertista e, successivamente, a quella di funzionario di banca.
Esordì nella prima squadra dell'Aquila nel 1981, nel ruolo di estremo; versatile, era in grado di ricoprire anche il ruolo di mediano d'apertura; in tale doppia veste fu impiegato anche in Nazionale, nella quale esordì il 7 dicembre 1985 in occasione di un incontro di Coppa FIRA disputato proprio al Fattori (l'impianto interno dell'Aquila) contro la Romania.
In 16 stagioni sportive di club, tutte con l'Aquila tranne la parentesi in Polizia di Stato in cui militò nelle Fiamme Oro, realizzò 294 presenze di campionato e marcò 2736 punti - quarto assoluto nella classifica dei migliori marcatori dietro ad Andrea Scanavacca, Stefano Bettarello e Diego Domínguez - laureandosi campione d'Italia nel 1981 e nel 1994, in quest'ultima occasione battendo nella finale-scudetto il favorito Milan; nei 10 anni di attività internazionale con l'Italia, che comprendono anche la partecipazione alla Coppa del Mondo di rugby 1991 in Inghilterra e quella del 1995 in Sudafrica, vanta 47 test match e 294 punti (frutto di 2 mete, 57 trasformazioni e altrettanti calci piazzati), che ne fanno il quarto giocatore più prolifico della Nazionale italiana dopo i citati Domínguez (971), Allan (501) e Bettarello (483).
Inoltre, il 18 maggio 1994, contro la Rep. Ceca (incontro vinto 104-8), realizzò 12 trasformazioni, record internazionale tuttora imbattuto per un singolo test match.
Smessa l'attività agonistica, alternò alla carriera in banca (Banca del Fucino) quella da dirigente sportivo: da direttore tecnico dell'Aquila accompagnò la squadra, su un arco di tre stagioni, dalla salvezza alla finale scudetto del 2000 persa allo Stadio Flaminio contro il Rugby Roma fino alla Heineken Cup 2000-01.
Nel 2006 fu tra i tedofori dei Giochi Olimpici invernali in programma a Torino, quando la fiamma olimpica passò per l'Aquila; in occasione delle elezioni amministrative del 2007 fu candidato, per la lista civica L'Aquila Città Unita , al consiglio comunale cittadino.
Tra i riconoscimenti individuali conseguiti da Troiani, figurano l'inclusione tra i primi tre estremi del mondo nel 1990 da parte del quotidiano sportivo francese l’Équipe e tre medaglie di bronzo del CONI al merito sportivo.
Fino all'esordio di Carlo Canna nell'agosto 2015 Troiani fu l'ultimo rugbista delle Fiamme Oro a essere convocato in Nazionale.

## Palmarès
- Campionati italiani: 2
L'Aquila: 1980-81; 1993-94.